# Jakov Aleksandrovič Novikov
Jakov Aleksandrovič Novikov in russo Яков Александрович Новиков?; nel periodo francese Jacques Novicow (Istanbul, 29 settembre 1849 – Parigi, 21 maggio 1912) è stato un sociologo russo naturalizzato francese.

## Biografia
Di padre russo e madre greca la sua famiglia si trasferì da Costantinopoli a Odessa nel 1853. All'età di 8 anni fece un viaggio in Italia che destò in lui un forte impressione. Studiò diritto all'università di Odessa ma presto s'interessò delle questioni sociali. Divenne professore all'Università di Odessa ma fu anche membro della locale Camera di Commercio e del Consiglio provinciale, oltre ad occuparsi dell'azienda industriale ereditata dal padre.  
Divenne membro e vicepresidente dell'Istituto internazionale di sociologia.
Passò una parte della sua vita in Francia e in francese scrisse la maggior parte delle sue opere.
Acquisì fama con il libro "Les Luttes entre les sociétés humaines et leurs phases successives"nei quali, controcorrente rispetto al pensiero "mainstream" dell'epoca, criticava il darwinismo sociale  e l'idea della "guerra sola igiene del mondo", divenendo  teorico di un pacifismo che non era né di matrice cattolica né socialista. Del socialismo criticava in particolare il concetto di "lotta di classe" inquadrandolo come una particolare declinazione del darwinismo sociale ed evidenziando con largo anticipo una fondamentale contraddizione  che sarebbe emersa con tutta evidenza al in tutti i partiti europei d'ispirazione marxista al momento dello scoppio della I Guerra mondiale. Pur rifiutando il Darwinismo sociale era comunque un positivista, studioso di Spencer e corrispondente di Lombroso. Nei suoi studi cercava comunque,  di dare una interpretazione ai rapporti sociali in chiave biologica  sostenendo che il progresso della società tende all'eliminazione della violenza in quanto l'antagonismo tende sempre più a spostarsi sul piano intellettivo e alla pura competizione per la sopravvivenza subentra subentrano meccanismi di cooperazione e scambio. Tra le sue formulazioni pratiche di ordine sociale spicca, nel campo strettamente politico, la proposta di una confederazione di stati Europei basata sulla giustizia uguale per tutti e sulla concordia. Nel libro "La missione dell'Italia" del 1902 assegna il compito di promuovere l'unione Europea all'Italia e al suo giovane re Vittorio Emanuele III.

## Opere principali
- Les luttes entre sociétés humaines et leurs phases successives, (1893)
- La guerre et ses prétendus bienfaits, (1894)
- La théorie organique des sociétés, (1899)
- La missione dell'Italia, (1902)
- La critique du darwinisme social, (1910)